# Slepýš východní
Slepýš východní (Anguis colchica) je druh plaza z řádu šupinatých (Squamata), do roku 2010 byl chápán jako součást druhu slepýš křehký (A. fragilis). V České republice patří k silně ohroženým druhům a vyskytuje se zde pouze ve východní části Moravy. Podél řeky Moravy probíhá hybridní zóna se slepýšem křehkým.

## Taxonomie
Tradičně byli evropští slepýši členěni pouze do dvou druhů – slepýš peloponéský (Anguis cephallonica) a slepýš křehký (Anguis fragilis). Moderní molekulárněfylogenetické výzkumy však ukazují, že druhý jmenovaný je souborem nejméně čtyř samostatných druhů. Apeninský poloostrov obývá slepýš italský (Anguis veronensis), jih Balkánského poloostrova slepýš řecký (Anguis graeca), vlastní slepýš křehký (Anguis fragilis s. s.) je omezen pouze na západní část Evropy a právě většinu východní a jihovýchodní Evropy obývá slepýš východní (Anguis colchica).

## Areál rozšíření
Slepýš východní se vyskytuje od Uralu a Kavkazu na východě až po Karpaty a Dunaj na západě, kde se setkává a kříží se slepýšem křehkým. Konkrétně je druh doložen z Finska, Ruska, Ukrajiny, Běloruska, Litvy, Lotyšska, Estonska, Moldavska, Podněstí, Polska, Slovenska, České republiky, Maďarska, Rumunska, Srbska, Bulharska, Turecka, Gruzie, Abcházie, Jižní Osetie, Ázerbájdžánu, Íránu a Turkmenistánu.
Druh je členěn na tři poddruhy: A. c. colchica s výskytem v oblasti Kavkazu, A. c. orientalis výskytem v jihokaspické oblasti a A. c. incerta s výskytem na většině území střední a východní Evropy. Poslední jmenovaný zasahuje také do ČR, kde obývá pouze území na východ od řeky Moravy.

## Vzhled
Druh je morfologicky téměř totožný se slepýšem křehkým. Často bývá jako determinační znak uváděna přítomnost modrých skvrn na těle slepýše východního, tento znak se však může objevit i u slepýše křehkého a naopak ne všichni slepýši východní jej mají. Nejspolehlivějším znakem k jejich rozlišení je větší počet šupin kolem středu těla u slepýše východního, ten jich má obvykle 28–30, slepýše křehký disponuje pouze 24–26 šupinami.